# Oncidium leucochilum
Oncidium leucochilum är en orkidéart som beskrevs av James Bateman och John Lindley. Oncidium leucochilum ingår i släktet Oncidium och familjen orkidéer. Inga underarter finns listade i Catalogue of Life.

## Bildgalleri

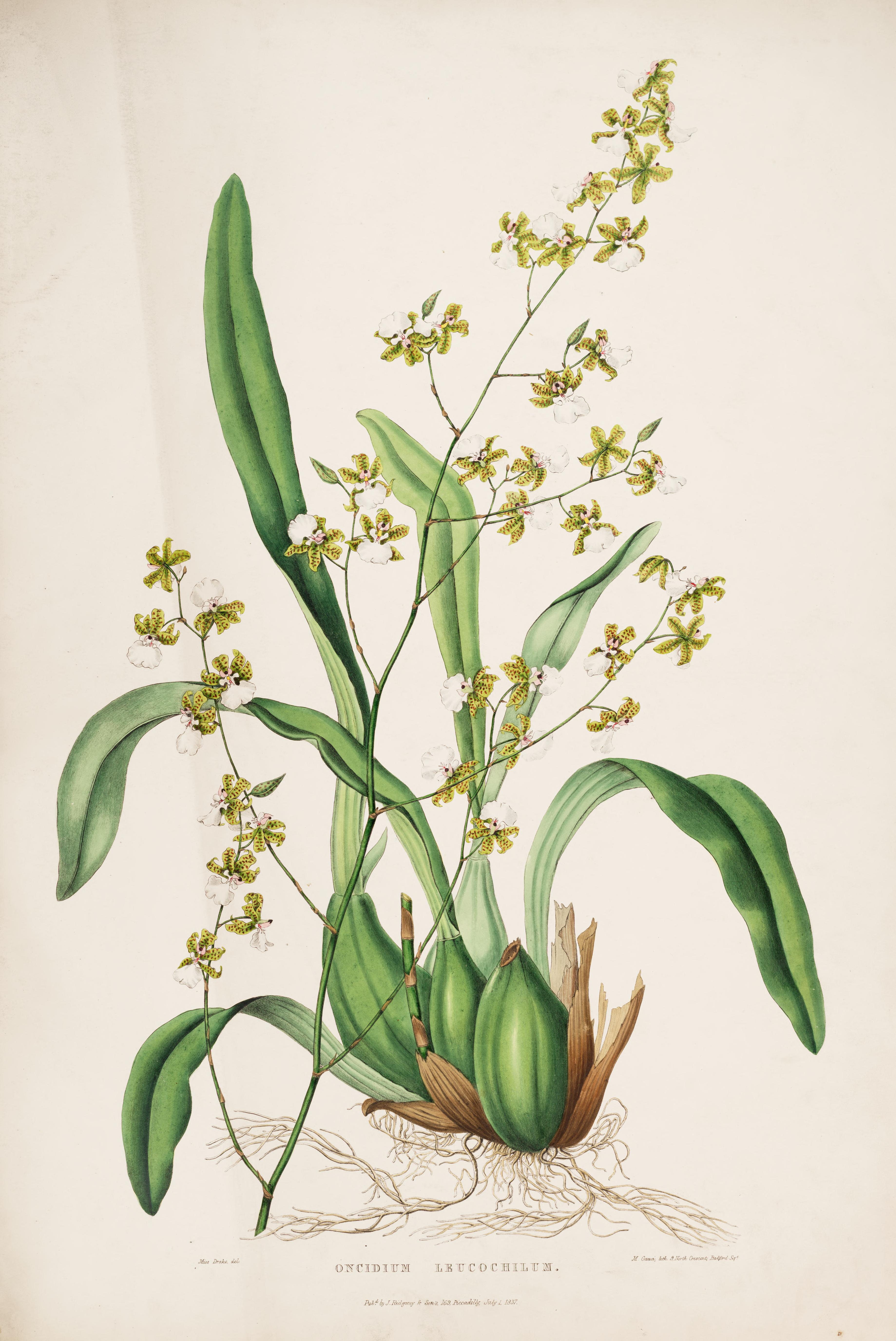
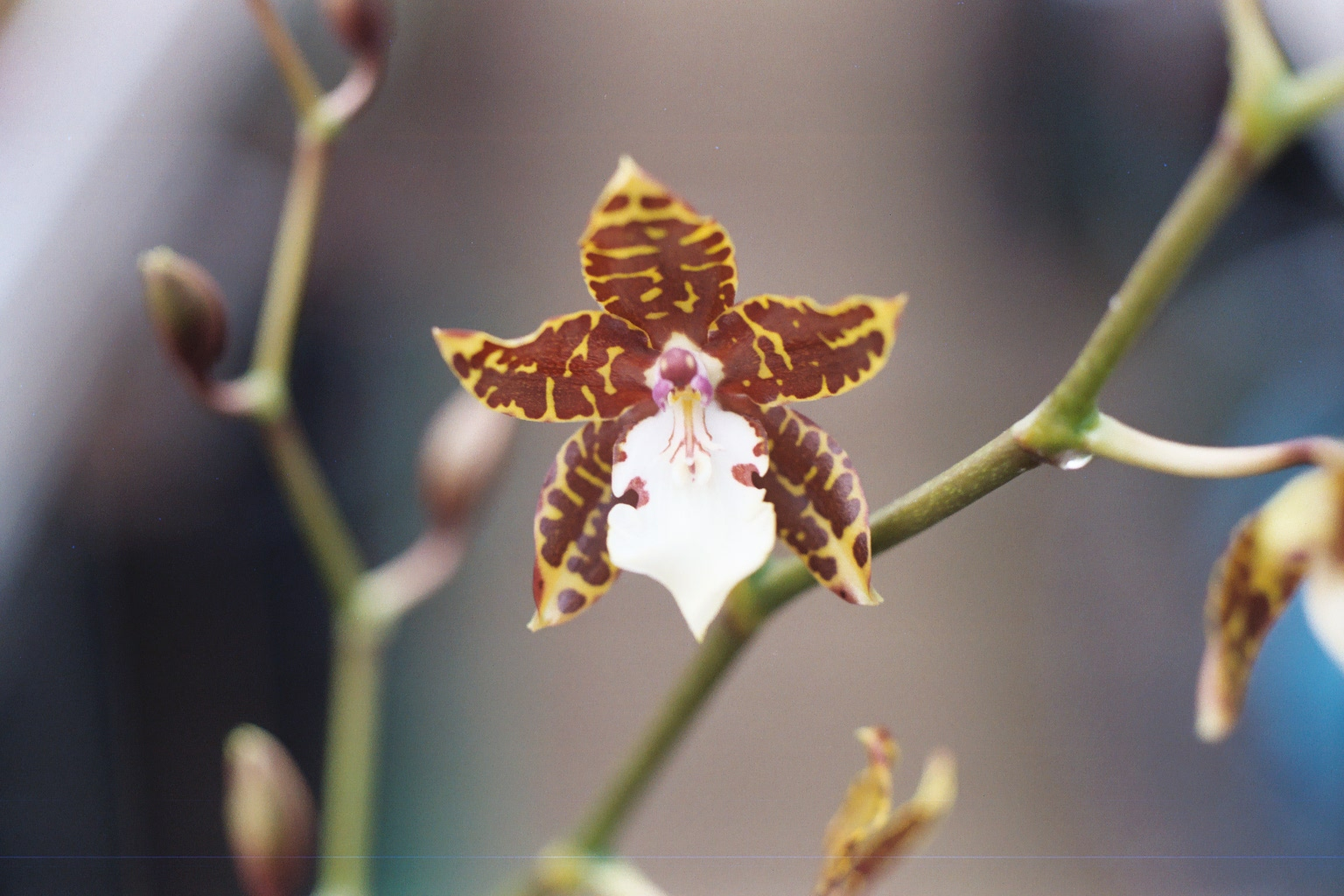